# Viktor Mataja
Viktor Mataja (ur. 20 lipca 1857 w Wiedniu, zm. 19 czerwca 1934 tamże) – austriacki polityk, ekonomista i statystyk, pionier nauki o marketingu w Austrii, kierownik Ministerstwa Handlu Austro-Węgier (1908-1911), jako minister opieki społecznej (1917-1918) szef pierwszego takiego resortu na świecie.
W 1883 uzyskał doktorat z prawa i podjął pracę w wiedeńskiej Izbie Handlowej. Był kolejno profesorem ekonomii politycznej na uniwersytetach w Innsbrucku (1890), Salzburgu (1892) i Wiedniu (1897). Od 1892 pracował w Ministerstwie Handlu Austro-Węgier, najpierw jako radca, następnie szef sekcji. Od 15 listopada 1908 do 3 listopada 1911 i od 23 czerwca do 30 sierpnia 1917 pełnił obowiązki kierownika Ministerstwa Handlu. Następnie jako minister bez teki organizował pierwsze na świecie Ministerstwo Opieki Społecznej. Stał na jego czele od 22 grudnia 1917 (faktycznie objął funkcję 1 stycznia 1918) do 27 października 1918.
W 1909 opublikował pracę Die Reklame, jedno z pierwszych naukowych ujęć tego zjawiska. No jego najbardziej znanych publikacji należą także Großmagazine und Kleinhandel z 1891 i Die Regelung der Valuta in Österreich-Ungarn z 1892. Jego imię nosi medal przyznawany za zasługi Austriackiego Towarzystwa Wiedzy o Reklamie. W latach 1914–1917 i 1919-1922 był prezydentem austriackiej Centralnej Komisji Statystycznej. Następnie przeszedł w stan spoczynku.
W 1927 został doktorem honoris causa uniwersytetu w Innsbrucku. Jego bratem przyrodnim był Heinrich Mataja.